# Godley (rivière)
Pour les articles homonymes, voir Godley.
La rivière Godley  (en anglais : Godley River) est un cours d'eau en tresses, de type alpin, s’écoulant à travers la région de Canterbury, dans l’Île du Sud de la Nouvelle-Zélande.

## Géographie
La source de la rivière est située dans le parc national Aoraki/Mount Cook. La rivière s’écoule vers le sud sur 30 km à partir des Alpes du Sud dans la partie supérieure du lac glaciaire de Tekapo, formant une partie de la source ultime du schéma hydro-électrique de la rivière Waitaki.